# Класификација конгресне библиотеке
Класификација конгресне библиотеке је библиотечка класификација коју користи Конгресна библиотека САД. Калсификацију је развио Џејмс Хенсон уз помоћ Чарлса Мартела 1897. током њиховог рада у Конгресној библиотеци. Развијен је наменски за Конгресну библиотеку да замени систем фиксне локације Томаса Џеферсона. Данас ову класификацију користе истраживачке институције и академске библиотеке.
Овај систем је критикован због недостатка минималне тероријске основе, веђ је вођен практичним потребама библиотеке.
Основне класе су означена словима енглеског алфабета и има их 21:
- А - опште
- B - филозофија, писхологија, религија
- C - помоћне историјске науке
- D - светска историја, историја Европе, Азије, Африке, Аустралије, Новог Зеланда итд.
- E - историја Америке
- F - историја Америка
- G - геогафија, антропологија и рекреација
- H - друштвене науке
- J - политичке науке
- K - право
- L - образовање
- M - музика
- N - лепе уметности
- P - језик и литература
- Q - наука
- R - медицина
- S - пољопривреда
- T - технологија
- U - војна наука
- V - морнаричка наука
- Z - библиографија, библиотекарство, општи извори информација